# Гексаграмма (монета)
Гексаграмма (греч. ἑξάγραμμα) — серебряная монета Византийской империи, выпущенная в обращение в VII веке.
Серебряные монеты, как правило (с некоторыми исключениями), не использовались в поздние времена Римской и ранней Византийской империй. Причиной этого было большое колебание его цены относительно золота. Однако во время войны с Сасанидами византийский император Ираклий (610—641) решился на чеканку серебряных монет для покрытия затрат на войну. Материал для монет использован с конфискованной у церквей серебряной посуды.
Монеты названы по их весу — шесть граммов (собственно 6,84 грамма) и возможно стоимостью 1/12 солида. Монеты также чеканились и позже императором Константом II (правил 641—668). Гексаграмму чеканили и во времена правления Константина IV (668—685). Позже их чеканили только при случае и для церемоний, и последние гексаграммы встречаются до Анастасия II (713—715). На их замену в 720 году император Лев III Исавр выпускает в оборот новую монету милиарисий (которая была в обороте в IV веке).